# Inel de acumulare

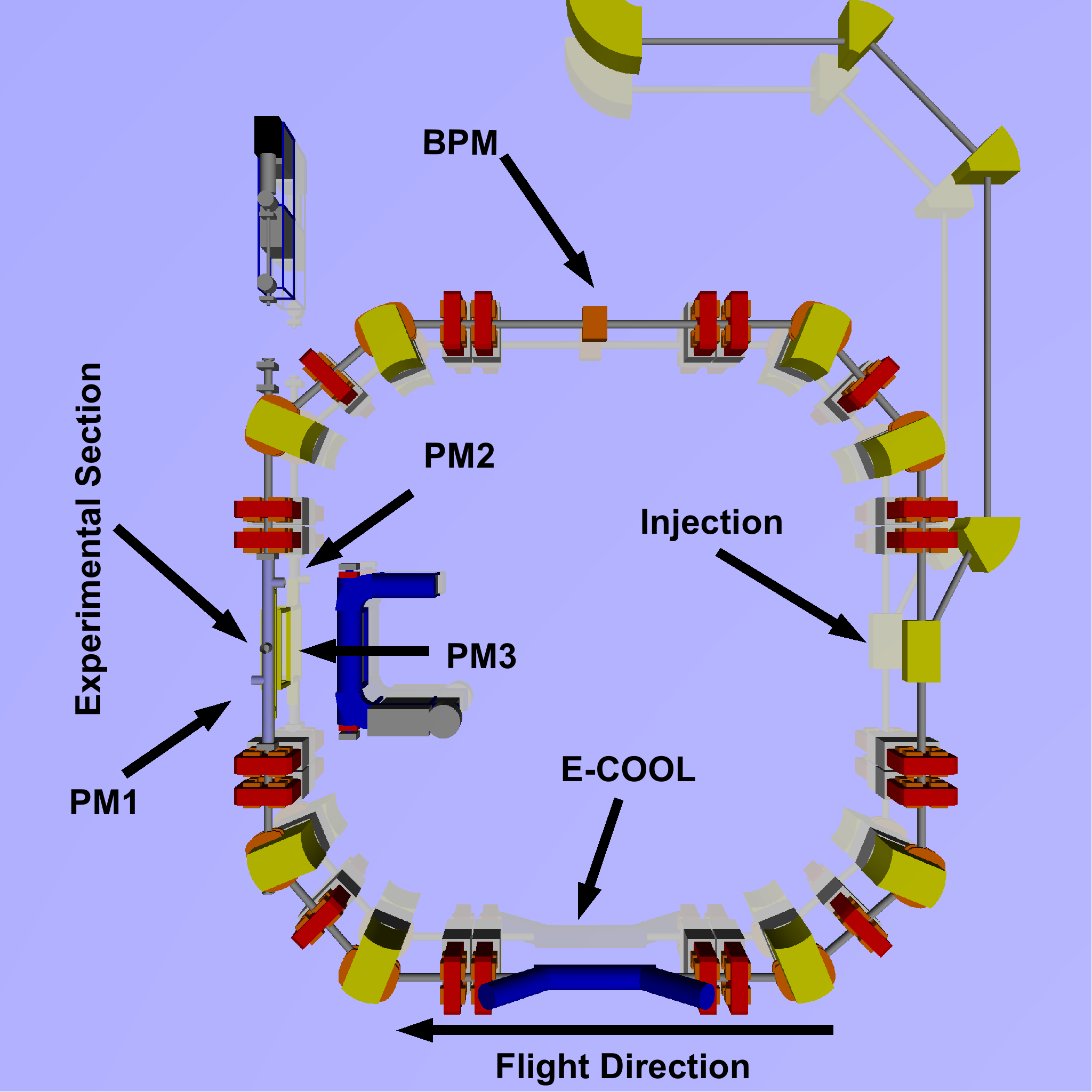
Schema unui inel de acumulare (Institutul Max Planck pentru Fizică Nucleară, Heidelberg)

Un inel de acumulare este un tip de accelerator de particule în care un pachet (continuu sau pulsant) de particule încărcate electric este păstrat pentru o durată lungă, care poate ajunge la câteva ore, pe o traiectorie închisă. El reprezintă o formă specială de sincrotron: pe când într-un sincrotron convențional particulele sunt accelerate de la o energie joasă la o energie înaltă, într-un inel de acumulare ele sunt păstrate la energie constantă. De obicei particulele sunt injectate de un preaccelerator (booster); sunt injectate succesiv multe pachete de particule, pentru a obține un fascicul mult mai intens decât cel din booster; însă un sincrotron poate fi totodată și un inel de acumulare. Procedeul este utilizat cel mai adesea pentru electroni și pozitroni sau pentru protoni, dar și diverși ioni grei pot fi accelerați și stocați în acest mod.
Cea mai frecventă aplicație a inelelor de acumulare, propusă de Gerard K. O'Neill⁠(en)[traduceți] în 1956, este la acceleratoarele circulare de tip collider, în care două fascicule de particule sunt accelerate în sensuri contrare și se intersectează în anumite zone unde se ciocnesc frontal și produsele de ciocnire sunt detectate. Primul collider inel de acumulare pentru electroni-pozitroni, numit AdA (Anello di Accumulazione), a fost proiectat și construit în Laboratori Nazionali di Frascati, urmând o idee a lui Bruno Touschek.